# Anomala parvula
Anomala parvula är en skalbaggsart som beskrevs av Hermann Burmeister 1844. Anomala parvula ingår i släktet Anomala och familjen Rutelidae. Inga underarter finns listade i Catalogue of Life.